# Silene sericea
Silene sericea là loài thực vật có hoa thuộc họ Cẩm chướng. Loài này được All. miêu tả khoa học đầu tiên năm 1785.